# Fernando Morientes
Fernando Morientes Sánchez ( phát âm tiếng Tây Ban Nha: [feɾˈnando moˈɾjentes ˈsantʃeθ] ; sinh ngày 5 tháng 4 năm 1976) là một cựu cầu thủ bóng đá chuyên nghiệp người Tây Ban Nha từng chơi ở vị trí tiền đạo, hiện đang làm huấn luyện viên .
Anh ấy đã từng thi đấu cho nhiều câu lạc bộ, bao gồm Real Madrid, Monaco, Liverpool và Valencia. Ở La Liga, anh ghi được 124 bàn sau 337 trận trong 15 mùa giải. Morientes đã giành được 11 danh hiệu lớn cùng Real Madrid, trong đó có 3 danh hiệu Champions League .
Morientes đã có 47 lần khoác áo đội tuyển bóng đá quốc gia Tây Ban Nha , đại diện cho đất nước này tham dự hai kỳ World Cup (ghi tổng cộng 5 bàn thắng) và Euro 2004 .